# Nargis Fakhri
Nargis Fakhri (Queens, 20 de outubro de 1979) é uma modelo (profissão) e atriz norte-americana. Seu primeiro destaque foi na indústria bollywoodiana de cinema no filme Rockstar em 2011, após participar de filmes hollywoodianos como Spy onde foi indicada na categoria de melhor luta do MTV Movie Awards.
Fakhri nasceu no Queens, em Nova Iorque, é filha de Marie e Mohammed Fakhri. Seu pai era paquistanês e sua mãe checa.